# Česko na evropském poháru juniorů ve sportovním lezení

Seznam českých medailistů na evropském poháru juniorů ve sportovním lezení ukazuje české medailisty jak v celkovém hodnocení, tak i z jednotlivých kol EPJ.
(další umístění českých závodníků viz články k jednotlivým ročníkům EPJ)

## Souhrn
Již na prvních závodech v roce 1996 v lezení na obtížnost měla Česká republika tři medailisty. Tři medaile získal Daniel Kadlec, bronzovou, zlatou a stříbrnou v kategorii A, celkově skončil druhý. Šárka Obadalová skončila celkově třetí v kategorii B, získala zlato a bronz, v roce 1997 skončila celkově na druhém místě. Druhou českou medailistkou se stala v roce 1996 Veronika Hunková, získala bronz v kategorii juniorů na závodech v Bernu.
V roce 2000 a 2001 se stal Tomáš Mrázek v lezení na obtížnost v juniorské kategorii vítězem Evropského poháru juniorů. V roce 2001 zároveň také vicemistrem světa a juniorským mistrem světa, ve světovém poháru obsadil celkově třetí místo.
V roce 2001 zvítězila Tereza Kysliková v lezení na obtížnost v kategorii B a o rok později skončila na druhém místě.
V roce 2003 vyhrála Silvie Rajfová celkově v lezení na obtížnost v kategorii B, další dva roky se udržela na druhém místě a později se stala na dalších dvacet let jednou z mála českých lezkyň, které získaly medaile na nejdůležitějších světových závodech v obtížnosti a boulderingu.
V letech 2004-2008 získal Martin Stráník v lezení na obtížnost pětkrát po sobě stříbrnou medaili v celkovém umístění postupně ve všech kategoriích.
V letech 2007 a 2008 zvítězil Adam Ondra suverénně v lezení na obtížnost v kategorii B a od následujícího roku se drží na špičce nejen ve světovém poháru mezi dospělými v obtížnosti i boulderingu.
V roce 2012 zvítězil Jan Kříž celkově v lezení na rychlost v kategorii A, v roce 2011 a 2013 skončil druhý, v roce 2015 na třetím místě.
V roce 2016 zvítězil Jakub Konečný v lezení na obtížnost v kategorii A.

## Vítězové a medailisté (v celkovém hodnocení EPJ)
| Rok      | Disciplína | Kategorie | Lezec/lezkyně    | Zlato         | Stříbro          | Bronz            |
| -------- | ---------- | --------- | ---------------- | ------------- | ---------------- | ---------------- |
| EPJ 1996 | Obtížnost  | Kat. A    | Daniel Kadlec    |               | Stříbrná medaile |                  |
| EPJ 1996 | Obtížnost  | Kat. B    | Šárka Obadalová  |               |                  | Bronzová medaile |
| EPJ 1997 | Obtížnost  | Kat. B    | Šárka Obadalová  |               | Stříbrná medaile |                  |
| EPJ 2000 | Obtížnost  | Junioři   | Tomáš Mrázek     | Zlatá medaile |                  |                  |
| EPJ 2000 | Obtížnost  | Kat. B    | Lucie Rajfová    |               | Stříbrná medaile |                  |
| EPJ 2001 | Obtížnost  | Junioři   | Tomáš Mrázek     | Zlatá medaile |                  |                  |
| EPJ 2001 | Obtížnost  | Kat. B    | Tereza Kysilková | Zlatá medaile |                  |                  |
| EPJ 2002 | Obtížnost  | Junioři   | Soňa Hnízdilová  |               | Stříbrná medaile |                  |
| EPJ 2002 | Obtížnost  | Kat. B    | Štěpán Stráník   |               | Stříbrná medaile |                  |
| EPJ 2002 | Obtížnost  | Kat. B    | Pavel Solanský   |               |                  | Bronzová medaile |
| EPJ 2002 | Obtížnost  | Kat. B    | Tereza Kysilková |               | Stříbrná medaile |                  |
| EPJ 2003 | Obtížnost  | Kat. B    | Silvie Rajfová   | Zlatá medaile |                  |                  |
| EPJ 2004 | Obtížnost  | Kat. B    | Martin Stráník   |               | Stříbrná medaile |                  |
| EPJ 2004 | Obtížnost  | Kat. B    | Silvie Rajfová   |               | Stříbrná medaile |                  |
| EPJ 2005 | Obtížnost  | Kat. A    | Silvie Rajfová   |               | Stříbrná medaile |                  |
| EPJ 2005 | Obtížnost  | Kat. B    | Martin Stráník   |               | Stříbrná medaile |                  |
| EPJ 2006 | Obtížnost  | Kat. A    | Martin Stráník   |               | Stříbrná medaile |                  |
| EPJ 2007 | Obtížnost  | Kat. A    | Martin Stráník   |               | Stříbrná medaile |                  |
| EPJ 2007 | Obtížnost  | Kat. B    | Adam Ondra       | Zlatá medaile |                  |                  |
| EPJ 2008 | Obtížnost  | Junioři   | Martin Stráník   |               | Stříbrná medaile |                  |
| EPJ 2008 | Obtížnost  | Kat. B    | Adam Ondra       | Zlatá medaile |                  |                  |
| EPJ 2011 | Rychlost   | Kat. B    | Jan Kříž         |               | Stříbrná medaile |                  |
| EPJ 2012 | Rychlost   | Kat. A    | Jan Kříž         | Zlatá medaile |                  |                  |
| EPJ 2012 | Rychlost   | Kat. B    | Pavel Krutil     |               |                  | Bronzová medaile |
| EPJ 2013 | Rychlost   | Kat. A    | Jan Kříž         |               | Stříbrná medaile |                  |
| EPJ 2014 | Rychlost   | Kat. B    | Matěj Burian     |               |                  | Bronzová medaile |
| EPJ 2015 | Rychlost   | Junioři   | Jan Kříž         |               |                  | Bronzová medaile |
| EPJ 2015 | Rychlost   | Kat. B    | Matěj Burian     |               |                  | Bronzová medaile |
| EPJ 2016 | Obtížnost  | Kat. A    | Jakub Konečný    | Zlatá medaile |                  |                  |

## Vítězové a medailisté (v jednotlivých závodech EPJ)
| Datum a Místo                   | Ročník   | Disciplína        | Kategorie | Lezec/lezkyně       | Zlato         | Stříbro          | Bronz            |
| ------------------------------- | -------- | ----------------- | --------- | ------------------- | ------------- | ---------------- | ---------------- |
| 8. června Dortmund              | EPJ 1996 | Obtížnost 1. kolo | Kat. A    | Daniel Kadlec       |               |                  | Bronzová medaile |
| 28. září Bern                   | EPJ 1996 | Obtížnost 4. kolo | Kat. A    | Daniel Kadlec       | Zlatá medaile |                  |                  |
| 28. září Bern                   | EPJ 1996 | Obtížnost 4. kolo | Kat. B    | Šárka Obadalová     | Zlatá medaile |                  |                  |
| 28. září Bern                   | EPJ 1996 | Obtížnost 4. kolo | Junioři   | Veronika Hunková    |               |                  | Bronzová medaile |
| 26. října Praha                 | EPJ 1996 | Obtížnost 5. kolo | Kat. A    | Daniel Kadlec       |               | Stříbrná medaile |                  |
| 26. října Praha                 | EPJ 1996 | Obtížnost 5. kolo | Kat. B    | Šárka Obadalová     |               |                  | Bronzová medaile |
| 4. května Bolzano               | EPJ 1997 | Obtížnost 1. kolo | Kat. B    | Šárka Obadalová     |               | Stříbrná medaile |                  |
| 1. června Dortmund              | EPJ 1997 | Obtížnost 2. kolo | Junioři   | Daniel Kadlec       |               |                  | Bronzová medaile |
| 1. června Dortmund              | EPJ 1997 | Obtížnost 2. kolo | Kat. B    | Jakub Hlaváček      |               |                  | Bronzová medaile |
| 29. června Choceň               | EPJ 1997 | Obtížnost 3. kolo | Junioři   | Lucie Potěšilová    | Zlatá medaile |                  |                  |
| 29. června Choceň               | EPJ 1997 | Obtížnost 3. kolo | Junioři   | Daniel Kadlec       |               |                  | Bronzová medaile |
| 24. srpna Bern                  | EPJ 1997 | Obtížnost 4. kolo | Kat. B    | Šárka Obadalová     |               | Stříbrná medaile |                  |
| 4. července Terst               | EPJ 1998 | Obtížnost 2. kolo | Kat. A    | Šárka Obadalová     | Zlatá medaile |                  |                  |
| 3. června Imst                  | EPJ 2000 | Obtížnost 1. kolo | Kat. B    | Jan Zbranek         |               |                  | Bronzová medaile |
| 3. června Imst                  | EPJ 2000 | Obtížnost 1. kolo | Kat. B    | Lucie Rajfová       | Zlatá medaile |                  |                  |
| 28. října Aprica                | EPJ 2000 | Obtížnost 2. kolo | Junioři   | Tomáš Mrázek        | Zlatá medaile |                  |                  |
| 28. října Aprica                | EPJ 2000 | Obtížnost 2. kolo | Junioři   | Jakub Hlaváček      |               | Stříbrná medaile |                  |
| 28. října Aprica                | EPJ 2000 | Obtížnost 2. kolo | Kat. B    | Lucie Rajfová       |               | Stříbrná medaile |                  |
| 2. prosince Arco                | EPJ 2000 | Obtížnost 3. kolo | Junioři   | Tomáš Mrázek        | Zlatá medaile |                  |                  |
| 7. dubna Terst                  | EPJ 2001 | Obtížnost 2. kolo | Junioři   | Tomáš Mrázek        | Zlatá medaile |                  |                  |
| 7. dubna Terst                  | EPJ 2001 | Obtížnost 2. kolo | Kat. B    | Pavel Solanský      | Zlatá medaile |                  |                  |
| 7. dubna Terst                  | EPJ 2001 | Obtížnost 2. kolo | Kat. B    | Tereza Kysilková    | Zlatá medaile |                  |                  |
| 16. června Imst                 | EPJ 2001 | Obtížnost 3. kolo | Junioři   | Tomáš Mrázek        |               |                  | Bronzová medaile |
| 16. června Imst                 | EPJ 2001 | Obtížnost 3. kolo | Kat. A    | Petr Solanský       |               | Stříbrná medaile |                  |
| 16. června Imst                 | EPJ 2001 | Obtížnost 3. kolo | Kat. B    | Tereza Kysilková    | Zlatá medaile |                  |                  |
| 30. června Arco                 | EPJ 2001 | Obtížnost 4. kolo | Junioři   | Tomáš Mrázek        | Zlatá medaile |                  |                  |
| 30. června Arco                 | EPJ 2001 | Obtížnost 4. kolo | Kat. B    | Tereza Kysilková    |               |                  | Bronzová medaile |
| 13. října Aprica                | EPJ 2001 | Obtížnost 5. kolo | Junioři   | Tomáš Mrázek        | Zlatá medaile |                  |                  |
| 13. října Aprica                | EPJ 2001 | Obtížnost 5. kolo | Kat. B    | Tereza Kysilková    |               | Stříbrná medaile |                  |
| 7. prosince Birmingham          | EPJ 2001 | Obtížnost 6. kolo | Kat. B    | Tereza Kysilková    |               | Stříbrná medaile |                  |
| 15. června Imst                 | EPJ 2002 | Obtížnost 1. kolo | Junioři   | Petr Solanský       |               |                  | Bronzová medaile |
| 15. června Imst                 | EPJ 2002 | Obtížnost 1. kolo | Kat. B    | Štěpán Stráník      |               |                  | Bronzová medaile |
| 15. června Imst                 | EPJ 2002 | Obtížnost 1. kolo | Kat. B    | Tereza Kysilková    |               | Stříbrná medaile |                  |
| 22. června Arco                 | EPJ 2002 | Obtížnost 2. kolo | Junioři   | Soňa Hnízdilová     |               |                  | Bronzová medaile |
| 22. června Arco                 | EPJ 2002 | Obtížnost 2. kolo | Kat. B    | Pavel Solanský      |               |                  | Bronzová medaile |
| 9. listopadu Veliko Tarnovo     | EPJ 2002 | Obtížnost 3. kolo | Junioři   | Soňa Hnízdilová     |               | Stříbrná medaile |                  |
| 9. listopadu Veliko Tarnovo     | EPJ 2002 | Obtížnost 3. kolo | Kat. B    | Štěpán Stráník      |               |                  | Bronzová medaile |
| 9. listopadu Veliko Tarnovo     | EPJ 2002 | Obtížnost 3. kolo | Kat. B    | Tereza Kysilková    | Zlatá medaile |                  |                  |
| 23. listopadu Kranj             | EPJ 2002 | Obtížnost 4. kolo | Junioři   | Petr Solanský       |               | Stříbrná medaile |                  |
| 23. listopadu Kranj             | EPJ 2002 | Obtížnost 4. kolo | Kat. B    | Štěpán Stráník      | Zlatá medaile |                  |                  |
| 17. května Imst                 | EPJ 2003 | Obtížnost 1. kolo | Junioři   | Petr Solanský       |               | Stříbrná medaile |                  |
| 17. května Imst                 | EPJ 2003 | Obtížnost 1. kolo | Kat. A    | Tereza Kysilková    |               | Stříbrná medaile |                  |
| 17. května Imst                 | EPJ 2003 | Obtížnost 1. kolo | Kat. A    | Tereza Kysilková    |               | Stříbrná medaile |                  |
| 31. května Arco                 | EPJ 2003 | Obtížnost 2. kolo | Kat. B    | Silvie Rajfová      | Zlatá medaile |                  |                  |
| 13. září Niederwangen           | EPJ 2003 | Obtížnost 3. kolo | Kat. B    | Silvie Rajfová      |               | Stříbrná medaile |                  |
| 22.-23. listopadu Kranj         | EPJ 2003 | Obtížnost 4. kolo | Kat. B    | Silvie Rajfová      | Zlatá medaile |                  |                  |
| 3. dubna Ženeva                 | EPJ 2004 | Obtížnost 1. kolo | Kat. B    | Martin Stráník      |               |                  | Bronzová medaile |
| 15. května Imst                 | EPJ 2004 | Obtížnost 2. kolo | Kat. B    | Martin Stráník      |               | Stříbrná medaile |                  |
| 19. srpna Veliko Tarnovo        | EPJ 2004 | Obtížnost 3. kolo | Kat. B    | Martin Stráník      |               | Stříbrná medaile |                  |
| 19. srpna Veliko Tarnovo        | EPJ 2004 | Obtížnost 3. kolo | Kat. B    | Silvie Rajfová      | Zlatá medaile |                  |                  |
| 27. listopadu Kranj             | EPJ 2004 | Obtížnost 4. kolo | Kat. B    | Martin Stráník      |               | Stříbrná medaile |                  |
| 27. listopadu Kranj             | EPJ 2004 | Obtížnost 4. kolo | Kat. B    | Silvie Rajfová      | Zlatá medaile |                  |                  |
| 16. dubna Brno                  | EPJ 2005 | Obtížnost 1. kolo | Kat. A    | Silvie Rajfová      |               | Stříbrná medaile |                  |
| 16. dubna Brno                  | EPJ 2005 | Obtížnost 1. kolo | Kat. B    | Martin Stráník      | Zlatá medaile |                  |                  |
| 21. května Imst                 | EPJ 2005 | Obtížnost 2. kolo | Kat. B    | Martin Stráník      |               | Stříbrná medaile |                  |
| 8. října Ženeva                 | EPJ 2005 | Obtížnost 3. kolo | Kat. B    | Martin Stráník      |               | Stříbrná medaile |                  |
| 5. listopadu Penne              | EPJ 2005 | Obtížnost 4. kolo | Kat. A    | Silvie Rajfová      |               | Stříbrná medaile |                  |
| 5. listopadu Penne              | EPJ 2005 | Obtížnost 4. kolo | Kat. B    | Martin Stráník      |               |                  | Bronzová medaile |
| 26. listopadu Kranj             | EPJ 2005 | Obtížnost 5. kolo | Kat. A    | Silvie Rajfová      | Zlatá medaile |                  |                  |
| 26. listopadu Kranj             | EPJ 2005 | Obtížnost 5. kolo | Kat. B    | Martin Stráník      |               | Stříbrná medaile |                  |
| 7. října Veliko Tarnovo         | EPJ 2006 | Obtížnost 3. kolo | Kat. A    | Martin Stráník      |               | Stříbrná medaile |                  |
| 7. října Veliko Tarnovo         | EPJ 2006 | Obtížnost 3. kolo | Kat. A    | Silvie Rajfová      | Zlatá medaile |                  |                  |
| 28. října Annecy                | EPJ 2006 | Obtížnost 4. kolo | Kat. A    | Martin Stráník      |               | Stříbrná medaile |                  |
| 25. listopadu Kranj             | EPJ 2006 | Obtížnost 5. kolo | Kat. A    | Martin Stráník      | Zlatá medaile |                  |                  |
| 19. května Imst                 | EPJ 2007 | Obtížnost 1. kolo | Junioři   | Silvie Rajfová      |               | Stříbrná medaile |                  |
| 30. června Veliko Tarnovo       | EPJ 2007 | Obtížnost 2. kolo | Junioři   | Silvie Rajfová      |               | Stříbrná medaile |                  |
| 30. června Veliko Tarnovo       | EPJ 2007 | Obtížnost 2. kolo | Junioři   | Lucie Hrozová       |               |                  | Bronzová medaile |
| 30. června Veliko Tarnovo       | EPJ 2007 | Obtížnost 2. kolo | Kat. A    | Martin Stráník      | Zlatá medaile |                  |                  |
| 30. června Veliko Tarnovo       | EPJ 2007 | Obtížnost 2. kolo | Kat. B    | Adam Ondra          | Zlatá medaile |                  |                  |
| 7. července Lipsko              | EPJ 2007 | Obtížnost 3. kolo | Kat. A    | Martin Stráník      |               | Stříbrná medaile |                  |
| 7. července Lipsko              | EPJ 2007 | Obtížnost 3. kolo | Kat. B    | Adam Ondra          | Zlatá medaile |                  |                  |
| 21. července Varšava            | EPJ 2007 | Obtížnost 4. kolo | Kat. A    | Martin Stráník      |               | Stříbrná medaile |                  |
| 21. července Varšava            | EPJ 2007 | Obtížnost 4. kolo | Kat. B    | Adam Ondra          | Zlatá medaile |                  |                  |
| 27. října Linec                 | EPJ 2007 | Obtížnost 5. kolo | Kat. B    | Adam Ondra          | Zlatá medaile |                  |                  |
| 24. listopadu Kranj             | EPJ 2007 | Obtížnost 6. kolo | Junioři   | Silvie Rajfová      |               | Stříbrná medaile |                  |
| 24. listopadu Kranj             | EPJ 2007 | Obtížnost 6. kolo | Kat. B    | Adam Ondra          | Zlatá medaile |                  |                  |
| 17. května Praha                | EPJ 2008 | Obtížnost 1. kolo | Junioři   | Martin Stráník      |               | Stříbrná medaile |                  |
| 17. května Praha                | EPJ 2008 | Obtížnost 1. kolo | Kat. B    | Adam Ondra          | Zlatá medaile |                  |                  |
| 21. června Wuppertal            | EPJ 2008 | Obtížnost 2. kolo | Junioři   | Martin Stráník      |               | Stříbrná medaile |                  |
| 21. června Wuppertal            | EPJ 2008 | Obtížnost 2. kolo | Kat. B    | Adam Ondra          | Zlatá medaile |                  |                  |
| 27. září Imst                   | EPJ 2008 | Obtížnost 3. kolo | Junioři   | Martin Stráník      |               |                  | Bronzová medaile |
| 27. září Imst                   | EPJ 2008 | Obtížnost 3. kolo | Kat. B    | Adam Ondra          | Zlatá medaile |                  |                  |
| 1. listopadu Annecy             | EPJ 2008 | Obtížnost 4. kolo | Kat. B    | Adam Ondra          | Zlatá medaile |                  |                  |
| 22. listopadu Kranj             | EPJ 2008 | Obtížnost 5. kolo | Junioři   | Martin Stráník      |               | Stříbrná medaile |                  |
| 22. listopadu Kranj             | EPJ 2008 | Obtížnost 5. kolo | Kat. B    | Adam Ondra          | Zlatá medaile |                  |                  |
| 19. září Edinburgh              | EPJ 2009 | Obtížnost 3. kolo | Junioři   | Martin Stráník      |               |                  | Bronzová medaile |
| 15. července Friedrichschafen   | EPJ 2010 | Rychlost 1. kolo  | Kat. A    | Eva Křížová         | Zlatá medaile |                  |                  |
| 15. července Friedrichschafen   | EPJ 2010 | Rychlost 1. kolo  | Kat. A    | Tereza Schloglová   |               |                  | Bronzová medaile |
| 2. října Veliko Tarnovo         | EPJ 2010 | Obtížnost 3. kolo | Kat. B    | Tereza Svobodová    |               |                  | Bronzová medaile |
| 14. května Tarnów               | EPJ 2011 | Rychlost 1. kolo  | Kat. B    | Radovan Šifra       | Zlatá medaile |                  |                  |
| 14. května Tarnów               | EPJ 2011 | Rychlost 1. kolo  | Kat. B    | Petra Vojířová      | Zlatá medaile |                  |                  |
| 14. května Tarnów               | EPJ 2011 | Rychlost 1. kolo  | Kat. B    | Jan Kříž            |               | Stříbrná medaile |                  |
| 20. května Edinburgh            | EPJ 2011 | Rychlost 2. kolo  | Kat. B    | Jan Kříž            |               | Stříbrná medaile |                  |
| 9. července Chamonix-Mont-Blanc | EPJ 2011 | Rychlost 3. kolo  | Kat. B    | Jan Kříž            |               | Stříbrná medaile |                  |
| 14. července Friedrichshafen    | EPJ 2011 | Rychlost 4. kolo  | Kat. B    | Jan Kříž            |               |                  | Bronzová medaile |
| 1. srpna Veliko Tarnovo         | EPJ 2011 | Rychlost 5. kolo  | Kat. B    | Jan Kříž            | Zlatá medaile |                  |                  |
| 1. srpna Veliko Tarnovo         | EPJ 2011 | Obtížnost 2. kolo | Kat. B    | Andrea Pavlincová   |               |                  | Bronzová medaile |
| 12. listopadu Pau               | EPJ 2011 | Obtížnost 4. kolo | Kat. B    | Zdeněk Ustohal      |               | Stříbrná medaile |                  |
| 18. května Edinburgh            | EPJ 2012 | Rychlost 1. kolo  | Junioři   | Eva Křížová         |               |                  | Bronzová medaile |
| 18. května Edinburgh            | EPJ 2012 | Rychlost 1. kolo  | Kat. A    | Jan Kříž            | Zlatá medaile |                  |                  |
| 18. května Edinburgh            | EPJ 2012 | Rychlost 1. kolo  | Kat. B    | Pavel Krutil        |               |                  | Bronzová medaile |
| 8. července Chamonix-Mont-Blanc | EPJ 2012 | Rychlost 3. kolo  | Kat. A    | Jan Kříž            |               | Stříbrná medaile |                  |
| 11. srpna Pieve                 | EPJ 2012 | Rychlost 4. kolo  | Kat. A    | Jan Kříž            | Zlatá medaile |                  |                  |
| 11. srpna Pieve                 | EPJ 2012 | Rychlost 4. kolo  | Kat. B    | Miroslav Doseděl    |               | Stříbrná medaile |                  |
| 11. srpna Pieve                 | EPJ 2012 | Rychlost 4. kolo  | Kat. B    | Jan Doseděl         |               |                  | Bronzová medaile |
| 11. srpna Pieve                 | EPJ 2012 | Rychlost 4. kolo  | Kat. B    | Veronika Scheuerová | Zlatá medaile |                  |                  |
| 24. listopadu Kranj             | EPJ 2012 | Obtížnost 6. kolo | Kat. B    | Jana Vincourková    | Zlatá medaile |                  |                  |
| 8. června Edinburgh             | EPJ 2013 | Rychlost 1. kolo  | Kat. A    | Jan Kříž            |               |                  | Bronzová medaile |
| 29. června Imst                 | EPJ 2013 | Rychlost 2. kolo  | Kat. A    | Jan Kříž            |               | Stříbrná medaile |                  |
| 5. července Imst                | EPJ 2014 | Rychlost 2. kolo  | Kat. B    | Matěj Burian        | Zlatá medaile |                  |                  |
| 6. června Imst                  | EPJ 2015 | Rychlost 1. kolo  | Junioři   | Jan Kříž            |               | Stříbrná medaile |                  |
| 9. srpna Mitterdorf             | EPJ 2015 | Obtížnost 4. kolo | Kat. A    | Jakub Konečný       |               | Stříbrná medaile |                  |
| 14. června Edinburgh            | EPJ 2015 | Rychlost 2. kolo  | Kat. B    | Matěj Burian        | Zlatá medaile |                  |                  |
| 29. května Imst                 | EPJ 2016 | Obtížnost 1. kolo | Kat. A    | Jakub Konečný       |               | Stříbrná medaile |                  |
| 4. září Mitterdorf              | EPJ 2016 | Obtžnost 2. kolo  | Kat. A    | Jakub Konečný       | Zlatá medaile |                  |                  |
| 12. září Imst                   | EPJ 2016 | Rychlost 3. kolo  | Kat. A    | Matěj Burian        |               |                  | Bronzová medaile |